# Matej Lúčan
Matej Lúčan (11. ledna 1928 Gôtovany – 1. března 1996 Bratislava) byl slovenský a československý pedagog, politik Komunistické strany Slovenska, v 60. letech poslanec Slovenské národní rady a pověřenec školství (a kultury), v 70. a 80. letech za normalizace poslanec Sněmovny národů Federálního shromáždění, ministr školství SSR a dlouholetý místopředseda vlád ČSSR.

## Biografie
V letech 1947–1952 vystudoval Pedagogickou fakultu Univerzity Komenského v Bratislavě. Od roku 1948 byl členem KSS. V letech 1949–1951 zastával funkci vedoucího tajemníka strany na Univerzitě Komenského, na které v letech 1952–1953 vyučoval marxismus-leninismus. V letech 1953–1986 se uvádí jako účastník zasedání Ústředního výboru Komunistické strany Slovenska. V období let 1953–1963 působil jako vedoucí oddělení ÚV KSS. Zastával i posty v celostátní komunistické straně. 26. června 1970 byl kooptován za člena Ústředního výboru Komunistické strany Československa. Ve funkci člena ÚV KSČ ho pak potvrdil XIV. sjezd KSČ, XV. sjezd KSČ, XVI. sjezd KSČ a XVII. sjezd KSČ.
Od roku 1963 zasedal po doplňovacích volbách ve Slovenské národní radě. Mandát získal i v řádných volbách roku 1964. Od roku 1963 do roku 1968 navíc byl členem předsednictva SNR a v letech 1963–1967 zastával funkci pověřence školství a kultury (v letech 1967–1968 pověřenec školství).
Před rokem 1968 se profiloval jako stoupenec Antonína Novotného. Když ale začaly po lednu 1968 politické změny, podpořil jako pověřenec a poslanec SNR v březnu 1968 požadavky bratislavských studentů, kteří volali po urychlené výstavbě železnice typu ALWEG ve Vysokých Tatrách. Projekt moderní železnice se tehdy stal symbolem volání po ekonomické modernizaci Slovenska. Již v lednu 1968 taky zasedl v pracovní komisi SNR, která měla projednat státoprávní postavení Slovenska a v následujících měsících se profiloval jako razantní stoupenec federalizace Československa. Odmítal dosavadní asymetrickou pozici Slovenska (kdy slovenské orgány neměly svůj protějšek v podobných českých). Už koncem února 1968 prohlásil na adresu asymetrického modelu: „Slováci nejsou spokojení s tímto řešením, ale Češi ještě v této formě vidí vyjádření své národní státnosti a to je dnes jeden z argumentů proti zavedení symetrického modelu. Český partner není na tu úlohu připravený.“ Při pozdější debatě předsednictva SNR v březnu 1968 Lúčan navrhl, aby se případně obnovený Sbor pověřenců oficiálně jmenoval Rada ministrů Slovenské socialistické federativní republiky.
Historik Jan Rychlík řadí Lúčana do skupiny konzervativních komunistů, kterým se podařilo politicky přežít období Pražského jara díky vehementní nacionální rétorice a prosazování federace. V dubnu 1968 ho Július Strinka v listu Kultúrny život označil za politického gymnastu a varoval před oddělováním tematiky federalizace od tématu demokratizace.
Lúčanova politická kariéra pokračovala za normalizace. V letech 1969–1970 byl ministrem školství Slovenské socialistické republiky ve vládě Štefana Sádovského a Petera Colotky a od roku 1970 místopředsedou federálních vlád ČSSR: třetí vláda Oldřicha Černíka, 1., 2., 3., 4., 5. a 6. vláda Lubomíra Štrougala a vláda Ladislava Adamce (v posledně jmenované v období červen-prosinec 1989 dokonce jako 1. místopředseda vlády). Do jeho kompetence spadala mj. církevní politika a také jednání se Svatým stolcem. 23. 4. 1988 napsal kardinál František Tomášek dopis Lubomíru Štrougalovi, ve kterém mu připomínal perzekuci, které byla církev v éře komunismu vystavována, a požadoval odluku církve od státu. Lúčan dopis ostře odsoudil jako "zneužití zájmů věřících a církví k politickým cílům".
Od roku 1971 navíc působil jako předseda Vládního výboru pro kulturní, školské, vědecké a zdravotnické styky se zahraničím a předseda Vládní populační komise při vládě ČSSR. Od roku 1981 zastával post předsedy Výboru pro tělesnou výchovu a sport vlády ČSSR. Roku 1970 mu byl udělen Řád práce.
Dlouhodobě zasedal v nejvyšším zákonodárném sboru. Po provedení federalizace Československa usedl do Sněmovny národů Federálního shromáždění. Mandát nabyl až dodatečně v červenci 1970. Do federálního parlamentu ho nominovala Slovenská národní rada. Křeslo ve FS obhájil ve volbách roku 1971 (volební obvod Západoslovenský kraj), volbách roku 1976 (obvod Topoľčany), volbách roku 1981 a volbách roku 1986. V parlamentu setrval až do ledna 1990, kdy v rámci procesu kooptace do Federálního shromáždění po sametové revoluci ztratil poslanecký mandát.